# Fouquet, l'homme au masque de fer

Fouquet, l'homme au masque de fer est un court métrage muet français réalisé par Camille de Morlhon en 1910.

## Fiche technique
- Réalisation : Camille de Morlhon
- Scénario : Jean-Joseph Renaud
- Production : Série d'Art Pathé Frères
- Distribution : Pathé Frères
- Pays : France
- Format : Muet - Noir et blanc - 1,33:1 - 35 mm
- Métrage : 310 m
- Genre : scène historique
- Date de sortie : 
  -  France - 1910

## Distribution
- René Alexandre : Nicolas Fouquet, le puissant surintendant des finances qui devient l'amant de la favorite du Roi
- Jean Jacquinet : Saint-Mars, un maréchal des logis jaloux de Fouquet
- Émile Chautard : le Roi Louis XIV, qui se retourne contre Fouquet quand il devient l'amant de sa favorite
- Yvonne Mirval : Louise de La Vallière, la favorite du Roi qui devient la maîtresse de Fouquet